# Sonata per pianoforte n. 4 (Skrjabin)
La Sonata per pianoforte n. 4 in fa diesis maggiore, Op. 30, fu scritta da Aleksandr Nikolaevič Skrjabin probabilmente intorno al 1903 e pubblicata per la prima volta nel 1904. Si compone di due movimenti, Andante e Prestissimo volando ed è la più breve delle sonate di Skrjabin (una esecuzione dura normalmente 8 minuti circa).

## Tratti stilistici
La sonata è scritta in uno stile post-romantico, simile alle altre opere di Skrjabin dell'epoca e l'umore potrebbe essere descritto come erotico. Il primo movimento, espressivo e calmo, è monotematico (basato su un unico tema). Il secondo movimento, celebrativo e con climax crescente, inizia l'attacca subito dopo il movimento Andante.
Un'idea più romantica è l'uso della forma ciclica nel riaffermare il tema principale dell'Andante (dolcissimo) come culmine estatico del movimento Prestissimo volando (Focosamente, giubiloso). Questo sforzo appare strettamente correlato agli ultimi due movimenti della terza sonata, anch'essi collegati da un'attacca, in cui il culmine del finale riafferma allo stesso modo il tema lirico dell'Andante del terzo movimento. Compositori russi come Čajkovskij o Rachmaninov hanno spesso ribadito il tema lirico del movimento finale come coda culminante (ad esempio nei concerti per pianoforte). Skrjabin invece ritorna sul tema del movimento "lento" e questo potrebbe aver portato ad ulteriori esperimenti con una condensazione della forma nella quinta sonata a movimento singolo in cui il climax (estatico) è di nuovo una riaffermazione del tema del Languido (dolcissimo) .

## Poesia dell'autore
Skrjabin scrisse una poesia, dopo aver composto questa sonata, che ne spiega il significato:
|  | Testo inglese                                 |  | Traduzione                                           |
|  |                                               |  |                                                      |
|  | In a light mist, transparent vapor            |  | In una nebbia leggera, un vapore trasparente         |
|  | Lost afar and yet distinct                    |  | Persa lontano e tuttavia distinta                    |
|  | A star gleams softly.                         |  | Una stella brilla dolcemente.                        |
|  |                                               |  |                                                      |
|  | How beautiful! The bluish mystery             |  | Che bello! Il mistero bluastro                       |
|  | Of her glow                                   |  | Del suo bagliore                                     |
|  | Beckons me, cradles me.                       |  | Mi chiama, mi culla.                                 |
|  |                                               |  |                                                      |
|  | O bring me to thee, far distant star!         |  | O portami da te, stella lontana!                     |
|  | Bathe me in trembling rays                    |  | Fammi il bagno con raggi tremanti                    |
|  | Sweet light!                                  |  | Luce dolce!                                          |
|  |                                               |  |                                                      |
|  | Sharp desire, voluptuous and crazed yet sweet |  | Desiderio acuto, voluttuoso e impazzito ma dolce     |
|  | Endlessly with no other goal than longing     |  | Infinitamente senza altro obiettivo che il desiderio |
|  | I would desire                                |  | Vorrei                                               |
|  |                                               |  |                                                      |
|  | But no! I vault in joyous leap                |  | Ma no! Salto con gioia                               |
|  | Freely I take wing                            |  | Liberamente prendo il volo                           |
|  |                                               |  |                                                      |
|  | Mad dance, godlike play!                      |  | Danza folle, gioco divino!                           |
|  | Intoxicating, shining one!                    |  | Inebriante, brillante!                               |
|  |                                               |  |                                                      |
|  | It is toward thee, adored star                |  | È verso di te, stella adorata                        |
|  | My flight guides me                           |  | Il mio volo mi guida                                 |
|  |                                               |  |                                                      |
|  | Mad dance, godlike play!                      |  | Danza folle, gioco divino!                           |
|  | Intoxicating, shining one!                    |  | Inebriante, brillante!                               |
|  |                                               |  |                                                      |
|  | Toward thee, created freely for me            |  | Verso te, creato liberamente per me                  |
|  | To serve the end                              |  | Per servire la fine                                  |
|  | My flight of liberation!                      |  | Il mio volo di liberazione!                          |
|  |                                               |  |                                                      |
|  | In this play                                  |  | In questo gioco                                      |
|  | Sheer caprice                                 |  | Caprice puro                                         |
|  | In moments I forget thee                      |  | In pochi istanti ti dimentico                        |
|  | In the maelstrom that carries me              |  | Nel vortice che mi porta                             |
|  | I veer from they glimmering rays              |  | Vengo da quei raggi luccicanti                       |
|  |                                               |  |                                                      |
|  | In the intensity of desire                    |  | Nell'intensità del desiderio                         |
|  | Thou fadest                                   |  | Sbiadisci                                            |
|  | O distant goal                                |  | O obiettivo distante                                 |
|  |                                               |  |                                                      |
|  | But ever thou shinest                         |  | Ma tu brilli sempre                                  |
|  | As I forever desire thee!                     |  | Come ti desidero per sempre!                         |
|  |                                               |  |                                                      |
|  | Thou expandest, Star!                         |  | Tu espandi, Stella!                                  |
|  | Now thou art a Sun                            |  | Ora sei un sole                                      |
|  | Flamboyant Sun! Sun of Triumph!               |  | Sole sgargiante! Sole del trionfo!                   |
|  |                                               |  |                                                      |
|  | Approaching thee by my desire for thee        |  | Ti sto avvicinando con il mio desiderio di te        |
|  | I lave myself in they changing waves          |  | Mi immergo in queste onde mutevoli                   |
|  | O joyous god                                  |  | O dio gioioso                                        |
|  |                                               |  |                                                      |
|  | I swallow thee                                |  | Ti ingoio                                            |
|  | Sea of light                                  |  | Mare di luce                                         |
|  |                                               |  |                                                      |
|  | My self-of-light                              |  | Mio io-di-luce                                       |
|  |                                               |  |                                                      |
|  | I engulf thee!                                |  | Ti avvolgo!                                          |